# Huexca
Huexca är en ort i Mexiko.   Den ligger i kommunen Yecapixtla och delstaten Morelos, i den sydöstra delen av landet, 70 km söder om huvudstaden Mexico City. Huexca ligger 1 421 meter över havet och antalet invånare är 969.
Terrängen runt Huexca är platt åt nordväst, men åt sydost är den kuperad. Runt Huexca är det ganska tätbefolkat, med 222 invånare per kvadratkilometer. Närmaste större samhälle är Cuautla Morelos, 6,9 km väster om Huexca. Omgivningarna runt Huexca är en mosaik av jordbruksmark och naturlig växtlighet.